# Mikołaj Morski
Mikołaj Morski herbu Topór – kanonik krakowski w latach 1772–1790, mistrz loży wolnomularskiej Bouclier du Nord w 1784 roku.
Syn kasztelana lwowskiego Antoniego.